# Helicia ceylanica
Helicia ceylanica är en tvåhjärtbladig växtart som beskrevs av Gardn.. Helicia ceylanica ingår i släktet Helicia och familjen Proteaceae. Inga underarter finns listade i Catalogue of Life.